# Ommatius apicalis
Ommatius apicalis là một loài ruồi trong họ Asilidae. Ommatius apicalis được Bellardi miêu tả năm 1861.